# Élections législatives de 1968 dans la Nièvre
Les élections législatives françaises de 1968 se déroulent les 23 et 30 juin 1968. Dans le département de la Nièvre, trois députés sont à élire dans le cadre de trois circonscriptions.

## Élus
| Circonscription | Député sortant      | Parti | Parti       | Député élu ou réélu | Parti | Parti       |
| --------------- | ------------------- | ----- | ----------- | ------------------- | ----- | ----------- |
| 1re             | Daniel Benoist      |       | FGDS (SFIO) | Daniel Benoist      |       | FGDS (SFIO) |
| 2e              | Robert Hostier      |       | PCF         | Jacques Bouchacourt |       | UDR         |
| 3e              | François Mitterrand |       | FGDS (CIR)  | François Mitterrand |       | FGDS (CIR)  |

## Résultats

### Résultats à l'échelle du département
| Parti          | Parti                                           | Premier tour | Premier tour | Second tour | Second tour | Sièges |
| Parti          | Parti                                           | Voix         | %            | Voix        | %           | Sièges |
| -------------- | ----------------------------------------------- | ------------ | ------------ | ----------- | ----------- | ------ |
|                | Union pour la défense de la République          | 48 463       | 40,27        | 58 604      | 47,44       | 1      |
|                | Républicains indépendants                       | 4 322        | 3,59         |             |             | 0      |
|                | Union des républicains de progrès               | 52 785       | 43,87        | 58 604      | 47,44       | 1      |
|                |                                                 |              |              |             |             |        |
|                | Section française de l'Internationale ouvrière  | 22 334       | 18,56        | 24 768      | 20,05       | 1      |
|                | Convention des institutions républicaines       | 15 791       | 13,12        | 20 207      | 16,36       | 1      |
|                | Fédération de la gauche démocrate et socialiste | 38 125       | 31,68        | 44 975      | 36,41       | 2      |
|                |                                                 |              |              |             |             |        |
|                | Parti communiste français                       | 26 089       | 21,68        | 19 956      | 16,15       | 0      |
|                | Divers                                          | 3 334        | 2,77         |             |             | 0      |
|                |                                                 |              |              |             |             |        |
| Inscrits       | Inscrits                                        | 153 804      | 100,00       | 153 802     | 100,00      | 3      |
| Abstentions    | Abstentions                                     | 31 057       | 20,19        | 27 663      | 17,99       |        |
| Votants        | Votants                                         | 122 747      | 79,81        | 126 139     | 82,01       |        |
| Blancs et nuls | Blancs et nuls                                  | 2 414        | 1,97         | 2 604       | 2,06        |        |
| Exprimés       | Exprimés                                        | 120 333      | 98,03        | 123 535     | 97,94       |        |

### Résultats  par circonscription

#### Première circonscription (Nevers)
| Candidat       | Candidat                     | Parti          | Premier tour | Premier tour | Second tour | Second tour |  |
| Candidat       | Candidat                     | Parti          | Voix         | %            | Voix        | %           |  |
| -------------- | ---------------------------- | -------------- | ------------ | ------------ | ----------- | ----------- |  |
|                | Daniel Benoist sortant réélu | FGDS (SFIO)    | 15 855       | 36,78        | 24 768      | 56,82       |  |
|                | Jean-Louis Ramey             | UDR (URP)      | 14 278       | 33,12        | 18 826      | 43,18       |  |
|                | Raymond Bussière             | PCF            | 7 493        | 17,38        | Retrait     | Retrait     |  |
|                | M. Poignard                  | RI             | 4 322        | 10,03        |             |             |  |
|                | Marcel Locquin               | TD             | 1 160        | 2,69         |             |             |  |
|                |                              |                |              |              |             |             |  |
| Inscrits       | Inscrits                     | Inscrits       | 55 703       | 100,00       | 55 701      | 100,00      |  |
| Abstentions    | Abstentions                  | Abstentions    | 11 919       | 21,4         | 11 156      | 20,03       |  |
| Votants        | Votants                      | Votants        | 43 784       | 78,6         | 44 545      | 79,97       |  |
| Blancs et nuls | Blancs et nuls               | Blancs et nuls | 676          | 1,54         | 951         | 2,13        |  |
| Exprimés       | Exprimés                     | Exprimés       | 43 108       | 98,46        | 43 594      | 97,87       |  |

#### Deuxième circonscription (Cosne-Cours-sur-Loire)
| Candidat       | Candidat                  | Parti          | Premier tour | Premier tour | Second tour | Second tour |  |
| Candidat       | Candidat                  | Parti          | Voix         | %            | Voix        | %           |  |
| -------------- | ------------------------- | -------------- | ------------ | ------------ | ----------- | ----------- |  |
|                | Jacques Bouchacourt élu   | UDR (URP)      | 18 390       | 44,54        | 22 449      | 52,94       |  |
|                | Robert Hostier sortant    | PCF            | 14 242       | 34,5         | 19 956      | 47,06       |  |
|                | Roger Duveau              | FGDS (SFIO)    | 6 479        | 15,69        | Retrait     | Retrait     |  |
|                | Stanislas de La Laurencie | MPR            | 2 174        | 5,27         |             |             |  |
|                |                           |                |              |              |             |             |  |
| Inscrits       | Inscrits                  | Inscrits       | 52 828       | 100,00       | 52 828      | 100,00      |  |
| Abstentions    | Abstentions               | Abstentions    | 10 771       | 20,39        | 9 401       | 17,8        |  |
| Votants        | Votants                   | Votants        | 42 057       | 79,61        | 43 427      | 82,2        |  |
| Blancs et nuls | Blancs et nuls            | Blancs et nuls | 772          | 1,84         | 1 022       | 2,35        |  |
| Exprimés       | Exprimés                  | Exprimés       | 41 285       | 98,16        | 42 405      | 97,65       |  |

#### Troisième circonscription (Clamecy - Château-Chinon)
| Candidat                            | Candidat                          | Parti          | Premier tour | Premier tour | Second tour | Second tour |  |
| Candidat                            | Candidat                          | Parti          | Voix         | %            | Voix        | %           |  |
| ----------------------------------- | --------------------------------- | -------------- | ------------ | ------------ | ----------- | ----------- |  |
|                                     | Jean-Claude Servan-Schreiber      | UDR (URP)      | 15 795       | 43,95        | 17 329      | 46,17       |  |
|                                     | François Mitterrand sortant réélu | FGDS (CIR)     | 15 791       | 43,94        | 20 207      | 53,83       |  |
|                                     | Pierre Guyollot                   | PCF            | 4 354        | 12,11        |             |             |  |
|                                     |                                   |                |              |              |             |             |  |
| Inscrits                            | Inscrits                          | Inscrits       | 45 273       | 100,00       | 45 273      | 100,00      |  |
| Abstentions                         | Abstentions                       | Abstentions    | 8 367        | 18,48        | 7 106       | 15,7        |  |
| Votants                             | Votants                           | Votants        | 36 906       | 81,52        | 38 167      | 84,3        |  |
| Blancs et nuls                      | Blancs et nuls                    | Blancs et nuls | 966          | 2,62         | 631         | 1,65        |  |
| Exprimés                            | Exprimés                          | Exprimés       | 35 940       | 97,38        | 37 536      | 98,35       |  |
| Source : Données du CDSP et CEVIPOF |                                   |                |              |              |             |             |  |